# Peterskirche (Erfurt)

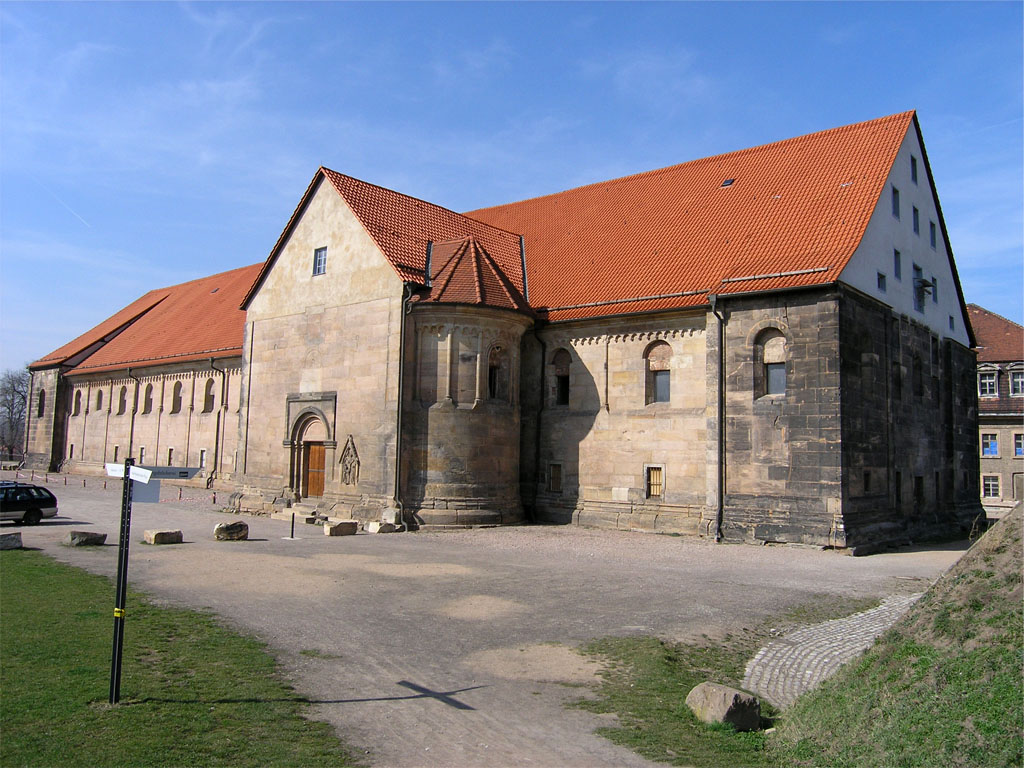
Südliches Querhaus der Peterskirche in Erfurt mit Südportal

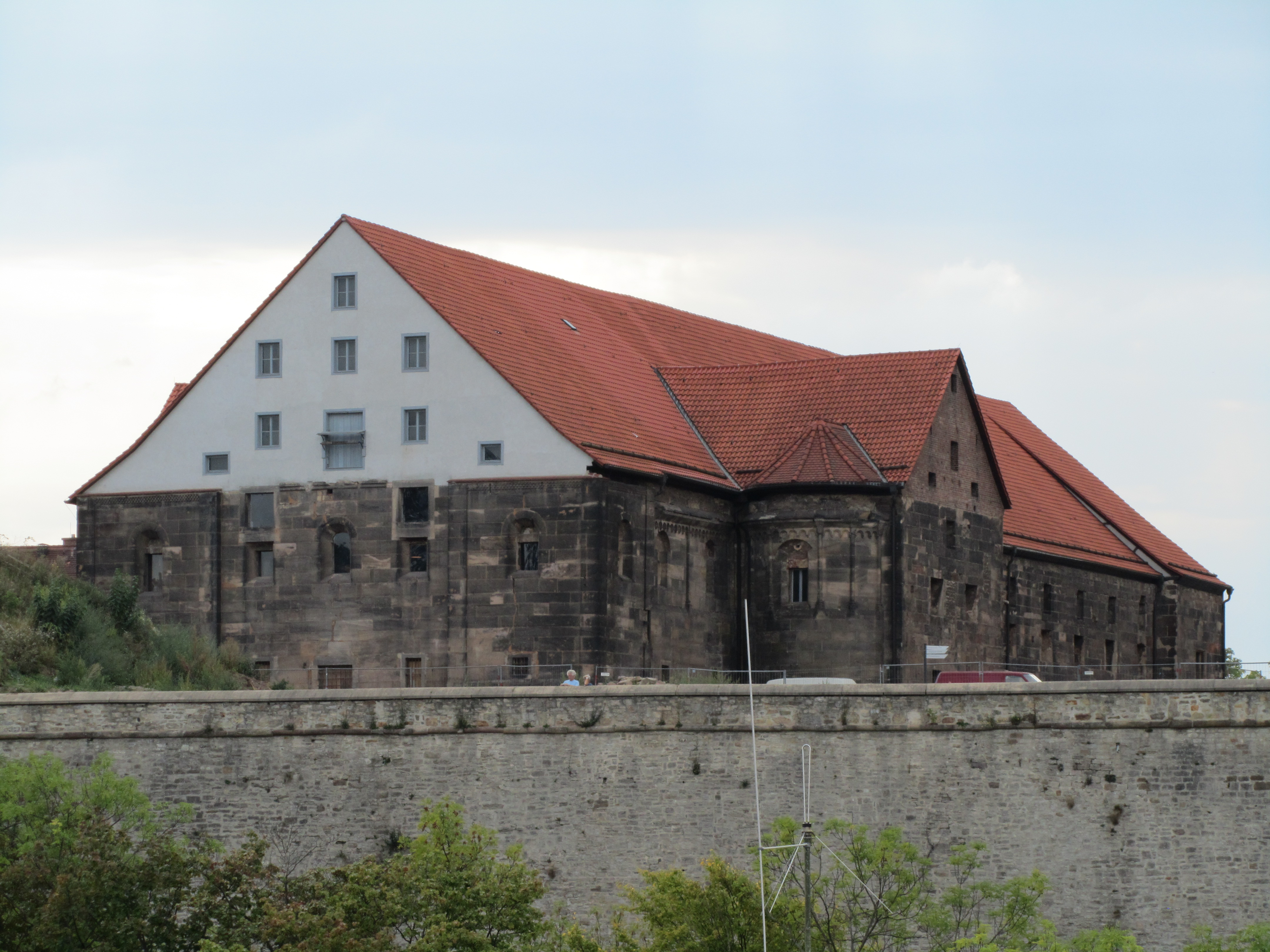
Ansicht vom Turm der Andreaskirche

Die Peterskirche ist eine ursprünglich dreischiffige romanische Pfeilerbasilika und war die Abteikirche einer Benediktinerabtei. Sie liegt auf dem Petersberg im Zentrum der thüringischen Landeshauptstadt Erfurt.
Anfang des 12. Jahrhunderts wurde die Peterskirche im Sinne der Hirsauer Reform als Klosterkirche des damaligen Benediktinerklosters St. Peter und Paul (Peterskloster) errichtet. Dieses Kloster hatte aufgrund enger Beziehungen zu der nebenan gelegenen Pfalz auf dem Petersberg verschiedene Male die Ehre, deutsche Kaiser und Könige zu beherbergen. Während des Dreißigjährigen Krieges wurde die katholische Peterskirche vorübergehend auch als evangelische Kirche genutzt. Anfang des 19. Jahrhunderts hatte die Kirche noch zwei auffällige Osttürme, dann wandelten zunächst die Franzosen und danach die Preußen die Kirche in ein Magazin und Lagergebäude um. Bei dieser Nutzung blieb es bis in die Gegenwart.
Von 1993 bis 2016 diente sie als Ausstellungsraum für das Erfurter Forum Konkrete Kunst und ist seit 1995 im Besitz der Stiftung Thüringer Schlösser und Gärten. Für die Bundesgartenschau 2021 wurde das Gebäude teilsaniert, seitdem ist es für Veranstaltungen nutzbar.

## Geschichte

### Nutzung als Klosterkirche

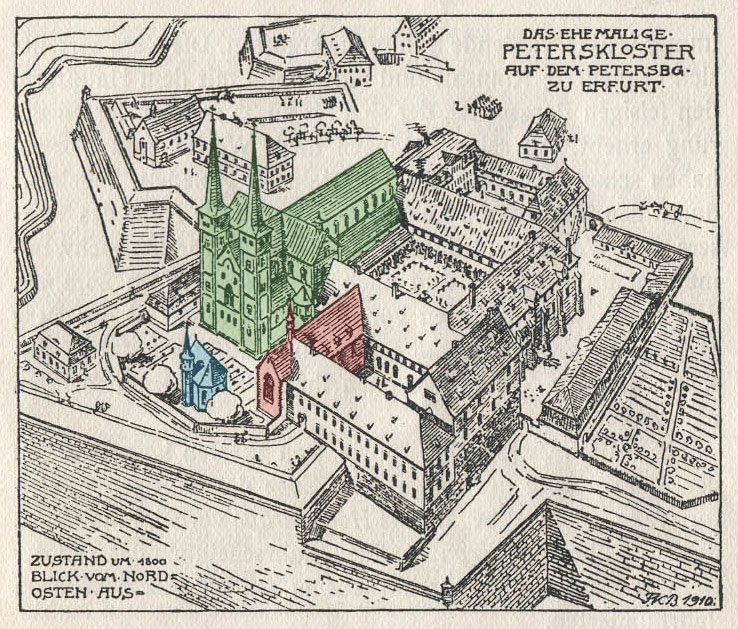
Benediktinerkloster St. Peter und Paul (Peterskloster) auf dem Petersberg (grün = Peterskirche, blau = Fronleichnamskapelle, rot = Kapelle St. Anna)

Im Jahr 1060 wurde das zu der Zeit auf dem Petersberg bestehende Kollegiatstift durch den Mainzer Erzbischof Siegfried I. in das Benediktinerkloster St. Peter und Paul (Peterskloster) umgewandelt. Eine Urkunde über dieses Ereignis lieferte die erste Erwähnung eines Klosters auf dem Petersberg. Doch schon 1080 vernichtete ein Stadtbrand, ausgelöst durch Truppen Heinrichs IV., die aus Holz bestehende Klosteranlage. Fünf Jahre später wurde das Kloster unter dem Abt Giselbert im Sinne der Hirsauer Reform neu strukturiert. Sein Nachfolger Abt Burchard aus dem schwäbischen Kloster Hirsau begann 1103 mit einem völligen Neubau aus Stein. Dabei entstand auch die Peterskirche, deren Bauzeit sich in die Länge zog. Als Burchard 1116 vom Mainzer Erzbischof abgesetzt wurde, stand nur der Westbau als Unterbau der geplanten Westturmfront sowie die Fundamente des Lang- und Querhauses. Daran änderte sich auch unter Burchards Nachfolger Ripertus nichts.
Erst der 1127 eingesetzte, wiederum aus dem Kloster Hirsau stammende Abt Werner I. trieb den Neubau der Kirche energisch voran und ließ vermutlich die beherrschende Doppelturmfront am östlichen Ende errichten. 1143 weihte man die Nebenaltäre in Chor und Querhaus ein und am 16. Juni 1147 fand die von Erzbischof Heinrich I. durchgeführte Gesamtweihe für die Peterskirche statt.
1134 belehnten die Mainzer Erzbischöfe die Grafen von Gleichen, die seit 1120 die Vogtei über die Stadt Erfurt innehatten, auch mit der Vogtei über das Kloster. In den folgenden Jahren stieg die Bedeutung des Petersklosters durch besondere Privilegien und zahlreiche Stiftungen. Außerdem hatte das Kloster aufgrund seiner engen Beziehungen zu der nebenan gelegenen Pfalz auf dem Petersberg die Ehre und die Pflicht, deutsche Kaiser und Könige aufzunehmen, wie zum Beispiel Kaiser Friedrich I. Barbarossa während seiner Reichstage in Erfurt. Dabei geschah eines der bedeutendsten Ereignisse in der Geschichte des Petersklosters, in deren Mittelpunkt Heinrich der Löwe stand. Er war als Herzog von Bayern und Sachsen einer der mächtigsten Reichsfürsten und stand der Italienpolitik Kaiser Friedrichs I. Barbarossa ablehnend gegenüber. Dadurch entflammten zwischen ihm und dem Kaiser Konflikte, so dass er 1179 geächtet und gewaltsam zum Gehorsam gezwungen wurde. Gedemütigt unterwarf er sich und flehte am 11. November 1181 auf dem Hoftag in der Peterskirche vor dem Kaiser um Gnade. Als Strafe musste er für drei Jahre in die Verbannung nach England gehen.
Am 14. Dezember 1289 kehrte König Rudolf I. im Peterskloster ein, um dort einen fast einjährigen Reichstag abzuhalten. Dabei bekämpfte er Raubritter und Plünderer, die zu dieser Zeit bei den Bürgern und Kaufleuten in der Region um Erfurt für Angst und Schrecken sorgten. Des Weiteren ließ man auf Befehl des Königs in Erfurt ein Landfriedensgericht einrichten. Im Jahr 1382 wütet in Erfurt eine Pestepidemie, der 16 Mönche und der Abt des Petersklosters zum Opfer fielen. Aus dem 13./14. Jahrhundert ist die Cronica S. Petri Erfordensis moderna erhalten.
Um 1475 erhielt die Kirche ihre charakteristischen hölzernen Turmhelme, die das Bild des gesamten Petersbergs bis 1813 bestimmten. 1450 erfand Johannes Gutenberg die erste Buchdruckmaschine, die vermutlich im Peterskloster als eine der ersten in ganz Thüringen eingesetzt wurde. Chor und Querhaus wurden zwischen 1499 und 1505 und das ursprünglich flach gedeckte Langhaus im 17. oder 18. Jahrhundert eingewölbt. 1517 wurde durch Martin Luther die Reformation eingeleitet, der 1525 der Bauernkrieg folgte. Aufständische Bürger und Bauern aus der Region Erfurt besetzten daraufhin unter anderem das Peterskloster, das als Zentrum der Gegenreformation fungierte. Dabei ging viel Klosterbesitz verloren und die Zahl der Konventsmitglieder, die schon durch die Pestepidemien gelitten hatte, ging stark zurück. Während des Dreißigjährigen Krieges (1618–1648) wurde Erfurt mit dem Petersberg 1631 von Unionstruppen von Gustav II. Adolf von Schweden besetzt. Die Schweden lösten 1632 kurzzeitig das Peterskloster auf und wandelten es 1633 vorübergehend in ein protestantisches Kloster um. Nach der Besatzungszeit waren noch drei Klosterbrüder übrig geblieben und zahlreiche Kostbarkeiten und Vorräte geplündert. Zwischen 1665 und 1702 wurde die Zitadelle Petersberg errichtet, die seither das Peterskloster mit der Peterskirche ringsherum einschloss. Bei dem Bau ging einerseits der Haupteingang, die breiten Graden (ehem. Treppenaufgang an der Bastion Leonhard) und der an der Hauptzufahrt gelegene Weinberg des Klosters verloren. 1672 und 1727 wurden die durch den Dreißigjährigen Krieg verursachten Schäden an der Kirche wieder repariert und 1765 ihr Innenraum von italienischen Stuckateuren barockisiert. Im Juli 1735 stürzte die Bastion Philipp nach lang anhaltenden Regen ein, wodurch die nebenangelegene Fronleichnamskapelle (Corpus-Christi-Kapelle) bis auf den romanischen Turm zerstört wurde. Kurze Zeit später ließ man die Kapelle wiederaufbauen.

### Nutzung als Magazin, Lagerraum und Kunstmuseum
Im Jahr 1802 erhielt Preußen als Entschädigung für die abgetretenen Gebiete östlich des Rheinufers die Stadt Erfurt. Daraufhin besetzten preußische Truppen den Petersberg und lösten noch im selben Jahr am 23. März das Peterskloster auf, um Platz für eine wesentlich stärkere Besatzung zu schaffen. Die Peterskirche wurde zu einer Gemeindekirche umfunktioniert. Am 18. Oktober 1806, nach der verlorenen Schlacht bei Jena und Auerstedt, kapitulierte die Zitadelle Petersberg auf Befehl des Prinzen Wilhelm von Oranien vor den napoleonischen Truppen, die daraufhin den Berg widerstandslos einnahmen. Unter den Franzosen wurde das Kircheninventar des Klosters an Kirchen der Umgebung versteigert. Dabei gelangte beispielsweise 1810 ein Teil der Orgel mit 2333 Pfeifen in die Peterskirche der Gemeinde Büßleben und der Turm der Fronleichnamskapelle (Corpus-Christi-Kapelle) an die Kirche St. Martin der Gemeinde Dittelstedt. Nach Verhängung des Belagerungszustandes für den Petersberg 1813, wandelte man die Peterskirche in ein Magazin für Vorräte um und verlegte die Begräbnisstätte der Grafen von Gleichen in den Erfurter Dom. Seit Anfang des 12. Jahrhunderts hatten die Grafen von Tonna-Gleichen die Vogteirechte über Erfurt und das Peterskloster und ließen sich in der Peterskirche begraben. Zwischen dem 28. Oktober 1813 und dem 5. Mai 1814 wurde die Stadt durch preußische, österreichische und russische Truppen eingekesselt. Als am 6. November 1813 die Franzosen der Aufforderung, die Festung aufzugeben nicht nachkamen, wurde auf diese das Feuer eröffnet. Dabei wurden große Teile der Klostergebäude zerstört und die Peterskirche brannte aus. Am 5. Mai 1814 kapitulierten die Franzosen.
Nach dem Wiener Kongress (1814–1815) kam es zu einer Neuordnung Europas. Als Ergebnis erhielt das Königreich Preußen unter anderem die Provinz Sachsen und die Stadt Erfurt. Die Festung Erfurt gehörte nun zu den am südlichsten gelegenen Befestigungsanlagen Preußens. Deshalb sollte sie als Festung ersten Ranges zusammen mit den beiden Zitadellen Petersberg und Cyriaksburg ausgebaut werden. Dabei wurden ab 1814 die für die Zitadelle Petersberg zu auffälligen Osttürme der Peterskirche sowie ihr Mittelschiff auf die Höhe der beiden Seitenschiffe herabgesetzt. Weiterhin errichtete man Satteldächer und zog in der Kirche eine Holzdecke für ein zweites Geschoss ein.
Ab 1819/20 diente das Kirchengebäude den Preußen als Korn- und Mehlspeicher. Zwischen 1828 und 1830 wurden die Reste des ausgebrannten Klostergebäudes abgetragen und die Steine zur Errichtung der Defensionskaserne verwendet. Anfang des 20. Jahrhunderts gab es Pläne einer Vereinigung für den Wiederaufbau der Peterskirche zu ihrer Wiedererrichtung bzw. umfangreichen Sanierung. Der Erste Weltkrieg vereitelte die Umsetzung.

In DDR-Zeiten diente die Peterskirche unter anderem als Sporthalle und als Lagerraum einer Großhandelsfirma.
Nach der deutschen Wiedervereinigung, Anfang der 1990er Jahre, wurden die früheren Türme der Peterskirche zeitweise durch Metallgerüste nachgebildet, um einen Eindruck ihrer imposanten Größe zu vermitteln. 1998 wurde das Gebäude in die Stiftung Thüringer Schlösser und Gärten aufgenommen, die seither das Obergeschoss als Veranstaltungsraum vermietet. Das Erdgeschoss diente von 1993 bis 2016 als Ausstellungsraum für das Forum Konkrete Kunst der Erfurter Kunstmuseen. Für die Bundesgartenschau 2021, die auch den Petersberg einbezog, wurde die Peterskirche renoviert und zunächst als Ausstellungsraum weitergenutzt. Die hölzerne Zwischendecke aus der Zeit als Lagerhaus wurde entfernt.

## Mittelalterliche Baugeschichte und Architektur der Kirche

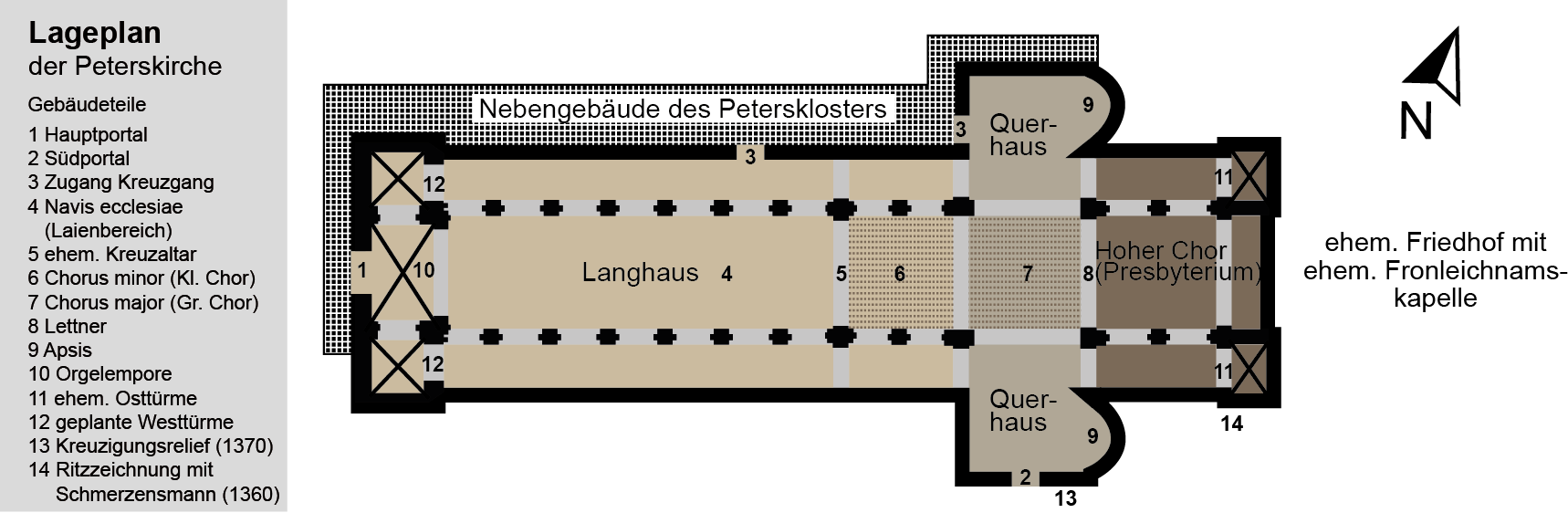
Grundriss

Vom älteren Kloster, das beim Stadtbrand 1080 ausbrannte, sind kaum Spuren vorhanden. Die zerstörte Klosterkirche scheint nach den Grabungen Karl Beckers von 1919 bereits einen dreischiffigen Chor mit Winkeltürmen zwischen Chor und Querhaus besessen zu haben, der beim Neubau von 1103 ff. zunächst beibehalten wurde. Die verwickelte Baugeschichte dieses Neubaus stellte Karl Becker bereits 1929 in großen Zügen dar. Sie konnte inzwischen durch Mathias Haenchen konkreter gefasst werden. Entscheidend dabei ist eine Besonderheit dieses Neubaus: Die gesamte Kirche besteht vollflächig aus exakt geschnittenem Quadermauerwerk, das Steinmaterial konnte somit vorgefertigt und „auf Halde“ gelegt werden – zum Teil lange vor dem eigentlichen Versetzen der Steine. Der Neubau begann im Westen mit der Errichtung der (verlorenen) Türme, deren Baufortschritt zum Zeitpunkt der Absetzung Burchards (1116) sich allerdings mangels Erhaltung nicht mehr sicher ermitteln lässt. Zu diesem Zeitpunkt waren die Vorbereitungen für den Neubau des Langhauses so weit gediehen, dass bereits das Quaderwerk für die Langhausarkaden und die Außenwände der Seitenschiffe hergestellt waren, als der Bau zum Erliegen kam. Selbst für den Ostbau waren schon Vorbereitungen getroffen worden. Eine cluniazensische Dreiapsidenanlage sollte den Bau abschließen, wie einige Sockelsteine der Apsiden verraten, die als Fundamentsteine in Zweitverwendung schon von Becker ergraben und vermessen worden waren. Mit der Wiederaufnahme der Bautätigkeit unter Abt Werner I. (1127 ff.) gab man nämlich die Apsidenanlage zugunsten eines geraden Chorschlusses auf, was wiederum mit der Errichtung einer Doppelturmfront an der Ostseite der Kirche zu erklären ist. Diese Turmfront lag direkt am steil abfallenden Osthang des Petersberges, war also auf Fernwirkung hin berechnet. Mit dieser zweiten Turmfront wurde aus der Peterskirche also eine Vierturmanlage.
Unter Abt Werner wurden auch die bereits fertiggestellten Quader des Langhauses verbaut, allerdings nach modifiziertem Plan. Das von Anfang an flach gedeckt geplante Mittelschiff wurde gegenüber der ersten Planung verbreitert – auf Kosten der Seitenschiffes-Breite. Dafür wurde die Höhe der Seitenschiffe um 3 Quaderschichten erweitert, womit die Innenräume deutlich steilere Proportionen aufweisen, als im Ursprungsentwurf. Dies hatte zur Folge, dass auch die Pfeiler der Arkaden um 3 Quaderschichten ergänzt werden mussten.
Hinzu kommt aber noch eine weitere Modifikation des Ursprungsentwurfs, die vor allem die Arkaden und ihre Pfeiler betrafen. Neun Pfeilerarkaden trennten Mittelschiff und Seitenschiffe voneinander. Die Reihe der Arkaden sollte offensichtlich in der ursprünglichen Planung vom Westbau bis zur Vierung ohne Unterbrechung durchlaufen. Nach Wiederaufnahme der Bautätigkeit 1127 ff. wurde der siebte Pfeiler deutlich verstärkt und mit Vorlagen zum Mittel- und Seitenschiffen versehen, die Schwibbögen unter der flachen Decke tragen sollten. Zusammen mit dem Kreuzaltar nebst Chorschranke (nicht erhalten) sollten sie die navis ecclesiae (Laienbereich) vom chorus minor (kleiner Chor) trennen. Das bereits mehrere Jahre zuvor fertiggestellte Steinmaterial der Hochschiffarkaden musste damit ebenfalls modifiziert werden, da die Pfeiler nach Westen rückten, womit sich die Arkadenweite reduzierte.
Weiter östlich, im Bereich der Vierung, lag der chorus major (großer Chor) unter der Vierung, in dem sich die geweihten Priester zum Chorgesang versammelten. Auch dieser Bereich veränderte gegenüber der Ursprungsplanung seine Proportionen. Den Abschluss bildete das presbyterium (hoher Chor), das aus einem dreischiffigen Chorbau mit zwei Neben- und einem Hauptchor bestand und in dem der Hochaltar stand. Er ist vollständig das Ergebnis der Neuplanung nach 1127. Eine Krypta unter dem Chor gibt es nicht.
Die Pfeiler des dreischiffigen Chores sind gegenüber denen des Langhauses deutlich vereinfacht. Diese Langhauspfeiler weisen im Arkadengewände jeweils eine Halbsäule mit Würfelkapitell auf, auf der Mittelschiffsseite aber jeweils eine vom Sockel bis zum Bogenkämpfer reichende Nische auf, in die die Halbsäule hineingelegt ist. Auch sie schließt mit einem Würfelkapitell ab. An den Erfurter Langhauspfeilern wird ein Motiv aus der Krypta des Merseburger Domes aufgegriffen.
Die vollflächige Einsatz von Quadermauerwerk macht sich besonders am Außenbau bemerkbar. Zumindest die erhaltene Wand des südlichen Seitenschiffs zeigt einen zweizonigen Aufbau, dessen untere vollständig geschlossen ist, so dass hier das Quadermauerwerk ebene Wandflächen erzeugt. Die obere Wandzone enthält die Reihe der Rundbogenfenster des Seitenschiffs. Sie ist über eine Schmiege gegenüber der unteren Wandzone etwas zurückgesetzt. Die ebenfalls ebenen Wandflächen sind hier mit einer Halbsäulengliederung versehen, die mit ihren schlanken Postamenten in den Bereich der unteren Wandzone hinabreicht und sie dort in regelmäßigen Abständen untergliedert.
Die Halbsäulen weisen attische Basen und Würfelkapitelle auf, die in einen Schachbrettfries mit aufsitzendem wandabschließenden Kehl-Gesims mit Tropfnasenschluss hineinlaufen. Zusätzlich gibt es einen Bogenfries, der aber nicht auf den Kapitellen sitzt, sondern zwischen die Halbsäulen eingehängt erscheint. Darin zeigt sich die Verknüpfung eines „italienischen“ Gliederungssystems, das mit Rundbogenfriesen arbeitet, mit einem „französischen“, das eine Gliederung mit Halbsäulen bevorzugt, die unter ein vorkragendes Traufgesims geführt werden. Die beide Systeme verknüpfende Figur ist in der Nachfolge der Erfurter Peterskirche in Mitteldeutschland zwar öfter zu finden – so etwa bei  St. Godehard in Hildesheim, oder an der Apsis der Klosterkirche Doberlug –, aber nicht vor der Erfurter Peterskirche. Das Auftreten des Motivs an der Hauptapsis der Abteikirche Payerne in der heutigen Westschweiz stellt eine direkte Verbindung der Erfurter Peterskirche zum Kulturraum des ehem. Königreichs Burgund her, womit nicht nur die Architektur der Hirsauer Reform, sondern eben auch die burgundische Reform von Cluny hier eine Rolle spielt.
Auch das Steinmaterial der Außenwand war schon nach dem ersten Entwurf (nach 1103) hergestellt worden und konnte nunmehr versetzt werden. Dabei mussten allerdings auch hier einige Modifikationen vorgenommen werden. Da die Raumhöhe der Seitenschiffe mit der Umplanung erhöht worden war, musste auch die Außenfassade um 3 Quaderschichten ergänzt werden. Dies wurde in der unteren Wandzone vorgenommen, womit die untere Wandzone der oberen (unverändert belassenen) gegenüber deutlich dominanter wirkt.
Nicht aufgenommen wurde allerdings die Achsverschiebung der Hochschiffarkaden im Inneren, die dort durch die Einfügung des „chorus-minor“-Pfeilers bedingt war. Sie macht sich am Außenbau nicht bemerkbar, wohl aber im Inneren, wo die Arkaden- und Fensterachsen nicht übereinstimmen.
Das Modell des zweizonigen Wandaufbaus wurde bei der Neukonzeption des Ostbaus nach 1127 aufgegriffen, aber vereinfacht. Es fehlen dort die Halbsäulenpostamente der unteren Wandzone.
Der Aufbau der zerstörten Obergadenwände ist nur anhand zeitgenössischer Darstellungen vor der Zerstörung im frühen 19. Jahrhundert zu beurteilen. Auch er scheint ein Gliederungssystem besessen zu haben, das dem der oberen Wandzone der Seitenschiffe entsprach.

## Weitere Veränderungen und Ergänzungen
Im Osten und Süden der Kirche lag ein Friedhof, auf dem bis zu ihrer Zerstörung die Fronleichnamskapelle (Corpus-Christi-Kapelle) stand.

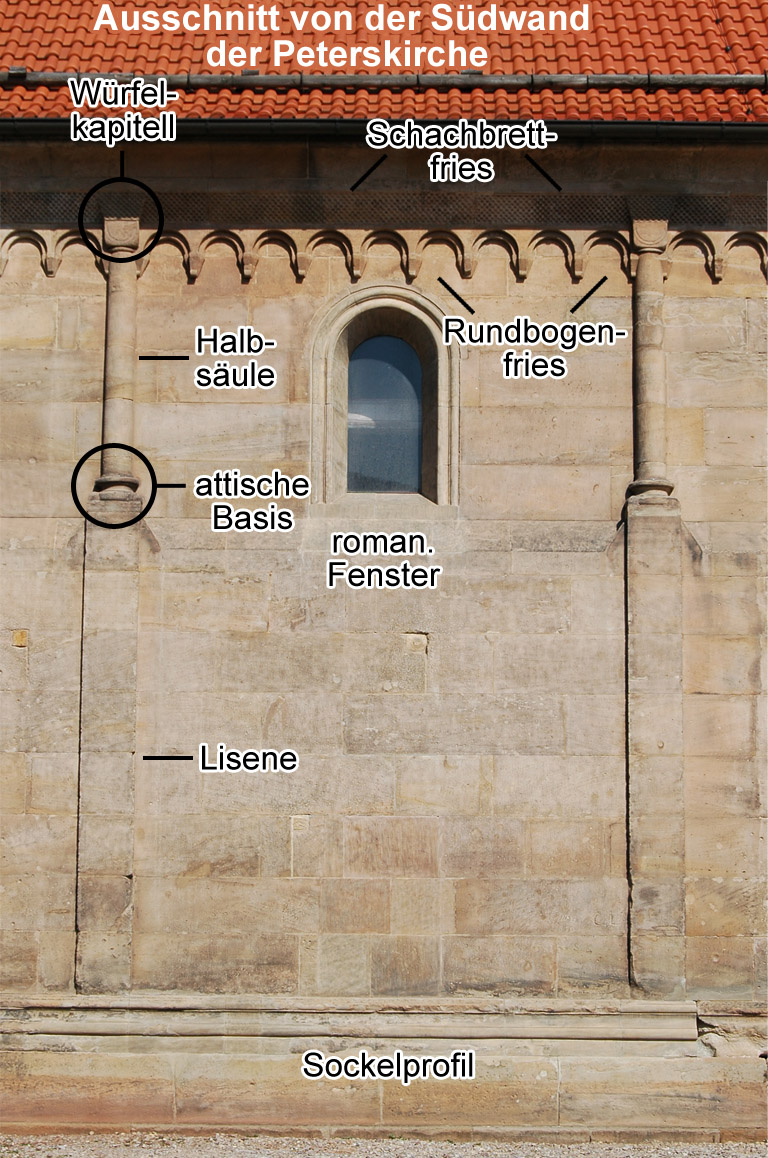
Ausschnitt von der Südwand

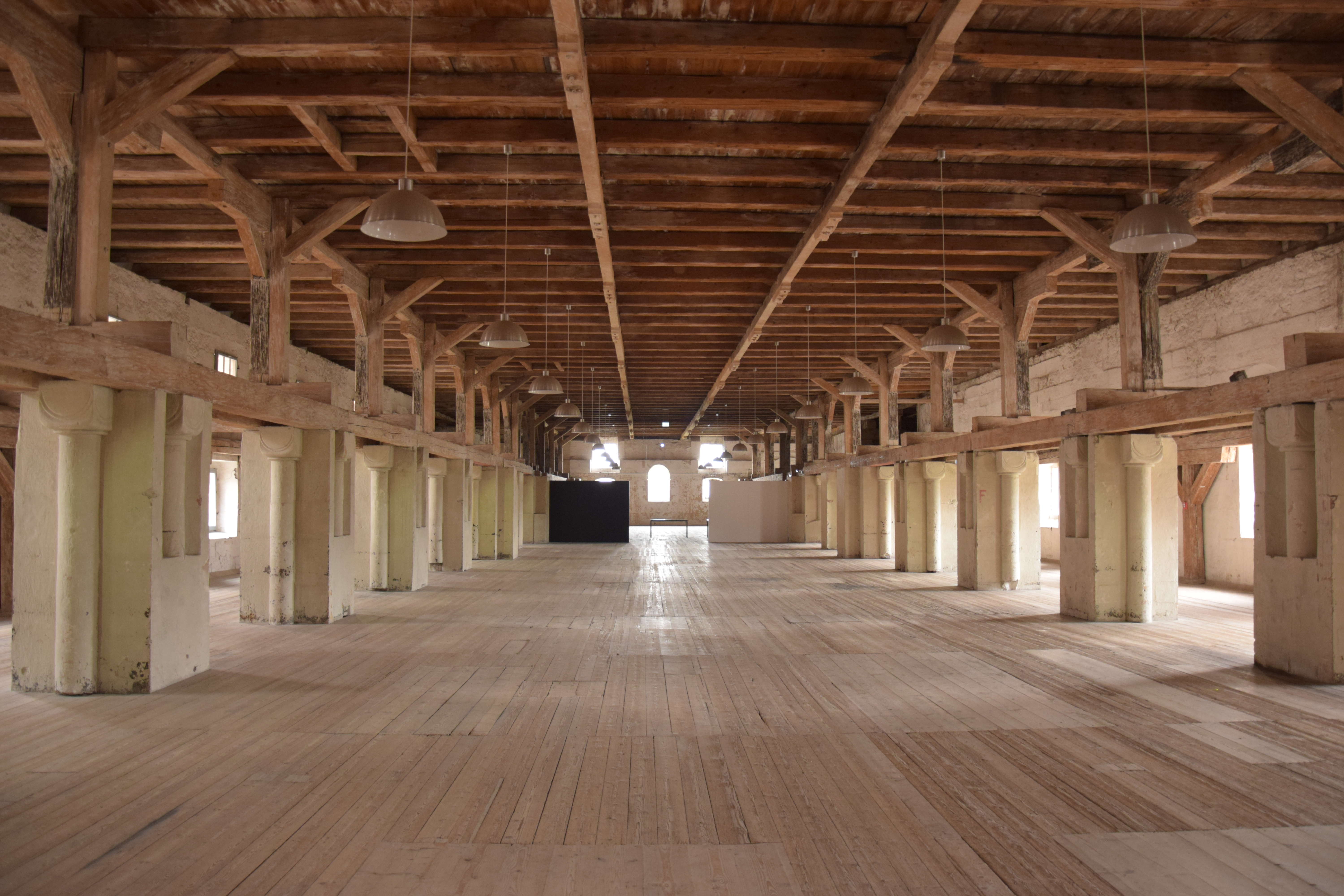
Innenraum

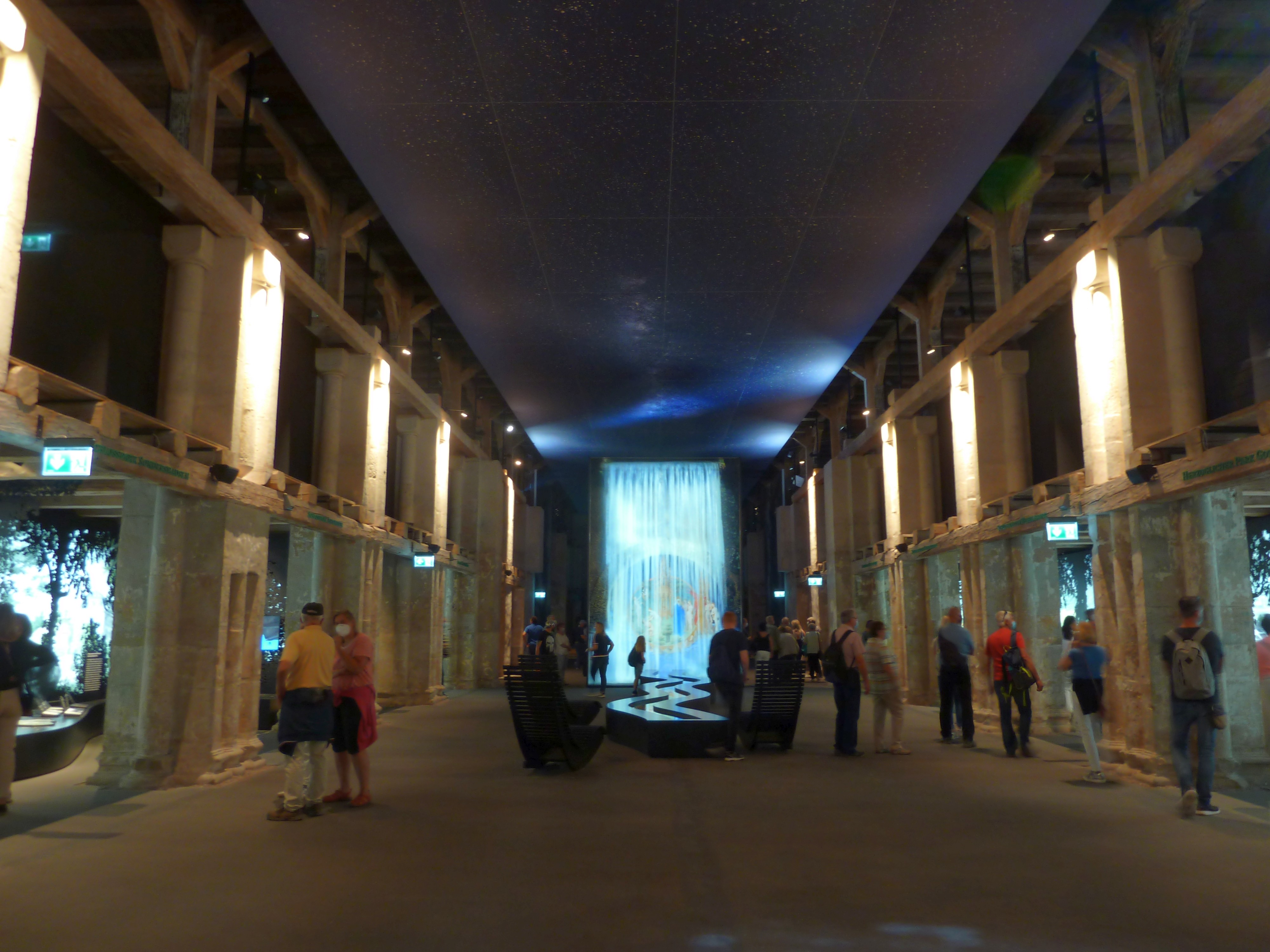
Innenraum während der Bundesgartenschau 2021

Des Weiteren wird die südliche Kirchenmauer von zwei bildlichen Darstellungen geschmückt, von einem Kreuzigungsrelief (1370) und von einer Ritzzeichnung eines Schmerzensmannes (um 1360). Die Nord- und Westseite sind dagegen schmucklos, da an diesen Stellen die Klosterkirche mit dem Peterskloster verbunden war. Eine der Besonderheiten sind auch die riesigen, sorgfältig zugeschnittenen Steinquader, die passgenau an ihrer Stelle sitzen und deren Mauertechnik für die damalige Zeit neu war. In das Innere gelangt man über das Hauptportal im Westen und über ein Nebenportal im südlichen Querhaus. Ursprünglich war im Bereich des Hauptportals eine einschiffige Vorhalle angebaut, die zusammen mit dem Tympanon im 19. Jahrhundert abgetragen wurde. Das Nebenportal wird von Lisenen mit zweifach gestuftem Gewände und einem halbrunden Tympanon geschmückt. Innerhalb des Tympanons befinden sich Reste einer Bemalung, die Maria mit Kind und Engeln zeigt.
Im Innenraum schränken die Holzeinbauten der Preußen aus dem 19. Jahrhundert und die Abtragung des Mittelschiffs den ehemaligen Raumeindruck stark ein. Lediglich Detailformen wie Reste der ehemaligen Arkaden und Pfeiler können noch einen Eindruck von der Hirsauer Baukunst geben. Sie haben einen rechteckigen Querschnitt und werden an den Schmalseiten durch eine dreiviertelrunde Säule mit Würfelkapitell und attischer Basis begrenzt. Der Ansatz der ehemaligen Arkaden wird von einem Schachbrettfries geschmückt. Des Weiteren hat die Peterskirche im Inneren über zahlreiche Altäre verfügt, so waren im Jahr 1685 25 Altäre aufgestellt, von denen 12 Stück bei der Aufhebung des Klosters 1803 übrig blieben. Reste von Weihinschriften des Mathias-Altares (1366) und Heilig-Geist-Altares (1406) zeugen davon bis heute. Im Westen, über dem Haupteingang, befand sich eine Empore mit Orgel.

## Wandmalereien
Im Innenraum der ehemaligen Klosterkirche haben sich Wandmalereien erhalten, die in das zweite Viertel des 13. Jahrhunderts datiert werden. Im Wesentlichen haben sich die Umrisszeichnungen erhalten, vereinzelt sind aber auch Reste einer farbigen Ausmalung nachweisbar. An der Ostwand des nördlichen Chorturms findet sich eine mehrfigurige Kreuzigungsszene, die als Altarretabel angelegt ist. In der Vorhalle sind an zwei gegenüberliegenden Pfeilergewänden zwei überlebensgroße Aposteldarstellungen zu sehen. Ein siebenarmiger Leuchter an der Südwand des Südquerhauses stellt einen Bezug zum Alten Testament her. Im Rahmen eines von der Deutschen Bundesstiftung Umwelt geförderten Forschungsprojekts wurden 2012 bis 2014 die bisher unter Krusten und Farbschichten liegenden Malereien freigelegt.

## Äbte des Petersklosters (Auswahl)
- Rugastus, 1060–Dez.1060
- Rabboto, 1060–1061
- Wecilo I., 1078–1084
- Ruthard, 1084–1088
- Giselbert, 1090–1100
- Burchard, 1101–1116
- Ripertus, 1116–1127
- Wernher I., 1127–1138
- Rudiger, 1138–1142
- Wernher II., 1142–1147
- Gelfradus, 1147–1172
- Pilgrinus, 1172–1192
- Ditmar, 1192–1196
- Hugo, 1196–1200
- Wecilo II., 1200–1221
- Heinrich, 1221–1250
- Volkmar I., 1250–1254
- Andreas I., 1254–1300
- Johann von Brunheim, 1300–1321
- Berthold von Köln, 1321–1323
- Volkmar II. Vitzdum, 1323–1337
- Hermann von Eichelborn, 1337–1353
- Theoderich von Brunheim, 1353–1358
- Theoderich von Zimmern, 1358–1376
- Ludwig von Saalfeld, 1376–1382
- Petrus von Varila, 1382–1391
- Hartung von Treffurt, 1391–1424
- Ortwin Körbel, 1424–1437
- Hartung Herling, 1437–1446
- Johann von Hagen, 1446–1451; 1450 Beitritt zur Bursfelder Kongregation
- Christian Kleingarn, 1451–1458
- Gunther von Nordhausen, 1458–1501
- Johann Hottenbach von Siegen, 1501–1525
- Johann Schröter, 1526–1530
- Liborius Vogt, 1530–1531
- Benedictus Hoffmann, 1531–1540
- Johann Specht, 1540–1558
- Kilian Vogel, 1558–1562
- Johann Reuter, 1562–1565
- Gerhard Zinnkrafft, 1565–1571
- Johann Zenner, 1571–1584
- Andreas II. Luderitz, 1584–1598
- Valentin Mohr, 1598–1608
- Andreas III. Hahn, 1608–1627
- Johann Henning, 1627–1662
- Adam Dahlen, 1662–1681
- Nicolaus de Gouverneur, 1682–1705
- Placidus Casselmann, 1705–1737
- Gunther II. Jann, 1738–1773
- Gunther III. Basting, 1773–1794
- Placidus Muth, 1794–1803